# ソン・ヨウン
ソン・ヨウン（손여은、1983年8月4日 - ）は 韓国の女優。CL&COMPANY所属
。釜山広域市出身。本名はピョン・ナヨン（변나연）。

## 学歴
- 東亜大学校・ピアノ学科[1]

## 出演作品

### 映画
- 2005年『高校教師 恋の教育実習（朝鮮語版）』2年3組の生徒役[6]
- 2005年『恋の潜伏捜査（朝鮮語版）』[7]
- 2008年『ブラッディ・ミッション（朝鮮語版）』ユン・ミョンヒョ役[8]
- 2012年『私が捨てた夏』※短編映画[9]
- 2015年『世界一周（朝鮮語版）』ヨンスク役[10]
- 2015年『コインロッカー（朝鮮語版）』ヨン役[11]
- 2017年『保安官（朝鮮語版、英語版）』ヒスン役[12]
- 2018年『Be With You～いま、会いにゆきます』ヒョンジョン役(特別出演)[13]
- 2019年『最も普通の恋愛（朝鮮語版）』スジョン役(特別出演)[14]
- 2023年『対外秘（朝鮮語版）』アン・サンミ役[15]

### TV ドラマ
- 2003年 SBS『あなたのそばで（朝鮮語版）』[16]
- 2004年 MBC『ベストカップル〜天生縁分〜（朝鮮語版）』ナム・ジョンラン役[17]
- 2004年 KBS 『KBSドラマシティ（朝鮮語版） - イブのカフェ』[18]
- 2005年 SBS『シングル・アゲイン〜2回目の恋〜（朝鮮語版）』イ・ユニ役[18]
- 2007年 KBS『KBS TV文学館（朝鮮語版） - カステラ』ミリョン役[19]
- 2007年 SBS『恋人よ』チャ・ミョンスン役[20]
- 2007年 MBC『9.11テロ グラウンドゼロ（朝鮮語版）』ハン・スジン役[21]
- 2007年 KBS 『ドラマシティ - in トンネル』ハン・ジヨン役[22]
- 2007年 KBS 『ドラマシティ - お静かに！天使がいます』ウノク役[18]
- 2007年 MBC『ニューハート』チェ・ヒョンジョン役[23]
- 2009年 SBS『華麗なる遺産』チョン・イニョン役[24]
- 2009年 SBS『MY DREAM〜マイドリーム〜（朝鮮語版、英語版）』ソン・ヨジン役[25]
- 2009年 MBC『明日に向かってハイキック』2話、ソン・ヨウン役[26]
- 2010年 KBS『KBSドラマスペシャル（朝鮮語版） - 夏のはなし』イ・ギョンア役[27]
- 2011年 KBS『強力班〜ソウル江南警察署〜（朝鮮語版）』チャ・スヨン役[28]
- 2012年 KBS『カクシタル（朝鮮語版）』ソナ役[29]
- 2013年 KBS『大王の夢〜王たちの戦争〜』真徳女王役[30]
- 2013年 MBC『ホジュン〜伝説の心医〜』ソヒョン役[31]
- 2013年 SBS『3度結婚する女（朝鮮語版）』ハン・チェリン役[32]
- 2015年 KBS『お願い、ママ（朝鮮語版）』ソン・ヘジュ役[33]
- 2016年 KBS『マスター･ククスの神 ～復讐の果てに～（朝鮮語版）』ト・ヒョンジョン役[34]
- 2016年 KBS『KBSドラマスペシャル - 楽しい私の家（朝鮮語版）』ユン・セジョン役[35]
- 2017年 SBS『被告人（朝鮮語版）』ユン・ジス役[36]
- 2017年 SBS『復讐のカルテット』ク・セギョン役[37]
- 2018年『SUITS/スーツ〜運命の選択〜』キム・ムニ役[38]
- 2018年 MBC『バッドパパ（朝鮮語版、英語版）』チェ・ソンジュ役[39]
- 2020年 OCN『悪霊狩猟団: カウンターズ』ハ・ムニョン役[40]
- 2021年 tvN『ザ・ロード：1の悲劇（朝鮮語版、英語版）』イ・ミド役[41]
- 2021年 KBS『恋慕』王妃役[42]
- 2022年 MBC『ゴールデンスプーン』ソ・ヨンシン役[43]

### 広告
- ロッテリア
- SKテレコム
- 農心 ポスティック
- クリーン恋人クリア
- ポン酢
- head&shoulders
- 韓国外換銀行